# Liskonohy
Liskonohy (ukr. Лісконоги) – wieś na Ukrainie, w obwodzie czernihowskim, w rejonie nowogrodzkim, w hromadzie Nowogród Siewierski. W 2001 liczyła 461 mieszkańców, spośród których 428 wskazało jako ojczysty język ukraiński, 30 rosyjski, 2 mołdawski, a 1 białoruski.